# Metallyra similis
Metallyra similis là một loài bọ cánh cứng trong họ Cerambycidae.